# María Teresa Prats
María Teresa Prats Margenat (Barcelona, 16 de agosto de 1913 – Las Palmas de Gran Canaria, 29 de abril de 2004) fue una dramaturga y ensayista española, fundadora de la revista cultural Mujeres en la isla y promotora de la creación del Teatro Insular de Cámara. Firmaba como María Teresa Prats de Laplace.

## Trayectoria
En 1945, Prats se trasladó a Gran Canaria junto a su marido, el empresario francés Jaime de Laplace. En 1953, impulsó y dirigió la revista literaria Mujeres en la isla, formada íntegramente por mujeres poetas, escritoras y artistas plásticas, que se publicó en Las Palmas de Gran Canaria entre 1953 y 1964. En 1956, participó en la fundación del Teatro Insular de Cámara, de mano de los escritores Ricardo Lezcano y Pedro Lezcano. El Teatro Insular de Cámara se disolvió en 1968.
Destacó en su papel como organizadora en el Gabinete Literario de Las Palmas de Gran Canaria de los Diálogos de Convivencia, unas tertulias en las que se debatían temas culturales, filosóficos y sociales, que reunía a intelectuales de la época.
Fue presidenta de la ONG Manos Unidas en Canarias y colaboró con la Plataforma del 0,7 de ayuda al desarrollo. Periódicamente, publicó artículos en los diarios La Vanguardia y El Diario de Las Palmas.

## Reconocimientos
El Gobierno de Canarias, a través de su Dirección General del Libro, Archivos y Bibliotecas, realizó un homenaje a quienes han posibilitado, con su labor, el tejido editorial y del libro canario a través de diversas iniciativas y con todos sus protagonistas, entre las que se incluyó a María Teresa Prats.
La ciudad de Las Palmas de Gran Canaria reconoció la labor de la dramaturga poniéndole a una vía con su nombre en el barrio de Lomo Los Frailes.

## Obra
- 1950 - Épocas y hombres. Grecia-Renacimiento (ensayo) Editorial Ariel, Barcelona.
- 1960 - Alguien dijo no (teatro), representada en el Ateneo de Madrid el 28 de enero de 1966.
- 1962 - Proceso al siglo XX (teatro), estrenada en el Teatro Pérez Galdós el 13 de diciembre de 1973
- 1964 - Un refugio en la frontera (teatro).